# استفان نادو
استفان نادو (انگلیسی: Stéphane Nado؛ زادهٔ ۲۸ اوت ۱۹۷۲) بازیکن فوتبال است.